# Lista baz floty Royal Navy
Lista baz floty Royal Navy:

## Obecne bazy floty
- HMNB Devonport
- HMNB Clyde
- HMNB Portsmouth(inne języki)

## Historyczne bazy floty
- HMS Afrikander (RPA)
- HMNB Chatham (Kent, Wlk. Brytania)
- HMS Jufair (Bahrajn)
- HMS Malabar (Bermudy)
- HMS Sheba (Aden)
- HMS Tamar (Hongkong)
- HMNB Singapore